# Jean-Marie Duhamel
Jean-Marie Constant Duhamel (Saint-Malo, 1797. február 5. – Párizs, 1872. április 29.) francia matematikus és fizikus. Az École Polytechnique és a párizsi Tudományos Kar professzora, az Académie des Sciences tagja, a parciális differenciálegyenletekről, az akusztikáról és a hőterjedésről szóló munkák szerzője.
Tanulmányait a napóleoni korszak gondjai befolyásolták. Megalapította saját École Sainte-Barbe iskoláját. Duhamel elvét, az inhomogén lineáris evolúciós egyenletek megoldásának módszerét, róla nevezték el. Elsősorban matematikus volt, de tanulmányokat folytatott a hő, a mechanika és az akusztika matematikájáról. Végtelen kicsinyek segítségével végzett számítással is foglalkozott. Duhamel infinitezimális tétele azt mondja, hogy az infinitezimálisok sorozatának összege változatlan marad, ha az infinitezimálist a fő részével helyettesítjük.

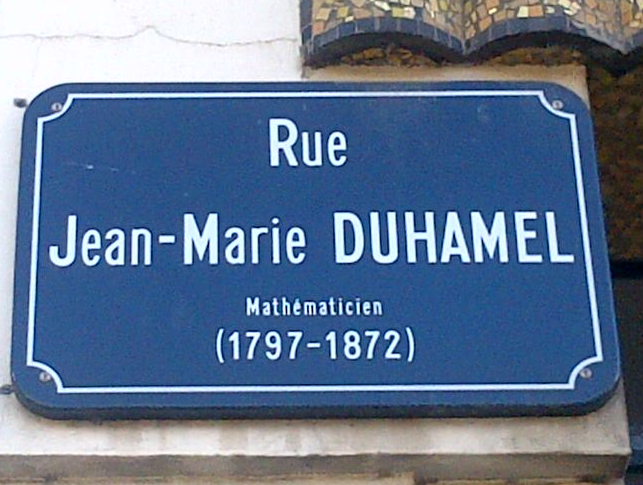
Rue Jean-Marie Duhamel, Rennes, Bretagne, Franciaország

1853-ban publikált egy korai felvevőkészülékről, amelyet vibroszkópnak nevezett. Más hasonló eszközökhöz hasonlóan a vibroszkóp az oszcilloszkóphoz hasonló mérőeszköz volt, és nem tudta lejátszani az általa rögzített rézkarcokat.

## Családja
Jean-Marie Duhamel Alexandre Bertrand orvos nővérének volt a férje, Alexandre Bertrand régész és Joseph Bertrand matematikus apja, akinek tehát ő volt a nagybátyja. Charles Hermite, aki feleségül vette Joseph Bertrand húgát, szintén rokonságban állt vele.

## Publikációk
- Problèmes et développements sur diverses parties des mathématiques, 1823 (avec Reynaud).
- De l'influence du double mouvement des planètes sur les températures de leurs différents points, Paris, Guiraudet, 1834 (A bolygók kettős mozgásának hatásáról különböző pontjaik hőmérsékletére Archiválva 2016. március 3-i dátummal a Wayback Machine-ben)
- Physique mathématique. Théorie mathématique de la chaleur, Paris, Guiraudet, 1834 (Matematikai fizika. A hő matematikai elmélete Archiválva 2016. március 3-i dátummal a Wayback Machine-ben)
- Cours d'analyse de l'École polytechnique, 1840-1841, 2 vol.
- Cours de mécanique de l'École polytechnique, 1845-1846, 2 vol.
- Éléments de calcul infinitésimal, 1860. Réédition BiblioLife, 2010
- Mémoire sur la méthode des maxima et minima de Fermat et sur les méthodes des tangentes de Fermat et Descartes, Paris, Firmin-Didot, 1860.
- Des Méthodes dans les sciences du raisonnement, 1866-1872, 5 vol.
- Articles et mémoires dans le Journal de l'École polytechnique, 1832-1840.
- Contributions au Journal de Mathématiques Pures et Appliquées de Joseph Liouville(wd), 1839-1856.
- Contributions dans les Mémoires des savants étrangers, 1834-1843.
- Comptes rendus de l'Académie des sciences, 1836-1866.

## Kitüntetések
- 19617 Duhamel, Kisbolygó-t róla nevezték el

## Lásd még
- Duhamel two-point function(wd)[1]
- Raabe–Duhamel's test

## Fordítás
- Ez a szócikk részben vagy egészben  a   Jean-Marie Duhamel című angol Wikipédia-szócikk fordításán alapul.  Az eredeti cikk szerkesztőit annak laptörténete sorolja fel. Ez a jelzés csupán a megfogalmazás eredetét és a szerzői jogokat jelzi, nem szolgál a cikkben szereplő információk forrásmegjelöléseként.

1. ↑  Nyikolaj Nyikolajevics Bogoljubov inner product